# Macrodiplosis visvanathi
Macrodiplosis visvanathi är en tvåvingeart som först beskrevs av Rao 1952.  Macrodiplosis visvanathi ingår i släktet Macrodiplosis och familjen gallmyggor. Inga underarter finns listade i Catalogue of Life.